# 天主教利巴總教區
天主教利巴總教區（拉丁語：Archidioecesis Lipaensis），是羅馬天主教會以菲律賓呂宋島西南部利巴為中心的一個總主教區。下轄三個教區、一個自治監督區。以八打雁省為轄區。
現任總主教為拉蒙·阿圭列斯，助理總主教本雅明·法馬迪科，榮休總主教薩爾瓦多‧奎松。2006年有教友1,843,617名，佔轄區總人口達96.8%。由147名司鐸名管理53個堂區。
1910年4月10日升為教區，受轄於馬尼拉總教區。1970年6月20日升為總教區。